# Miara obrazowa
Miara obrazowa (ang. pushforward measure) – miara uzyskiwana poprzez przeniesienie pewnej miary z jednej przestrzeni mierzalnej do innej za pomocą funkcji mierzalnej.

## Definicja formalna
Dla danych przestrzeni mierzalnych {\displaystyle (X,{\mathfrak {M}})} i {\displaystyle (Y,{\mathfrak {N}}),} funkcji mierzalnej {\displaystyle f\colon X\to Y} oraz miary {\displaystyle \mu \colon {\mathfrak {M}}\to [0,\infty ]} miarą obrazową miary {\displaystyle \mu } nazywa się miarę {\displaystyle f_{*}(\mu )\colon {\mathfrak {N}}\to [0,\infty ]} daną wzorem
{\displaystyle {\big (}f_{*}(\mu ){\big )}(B)=\mu \left(f^{-1}(B)\right){\text{ dla }}B\in {\mathfrak {N}}.}
Definicja ta przenosi się mutatis mutandis na miary ze znakiem i zespolone.

## Przykłady i zastosowania
- Za pomocą konstrukcji miary obrazowej i miary Lebesgue’a {\displaystyle \lambda } na prostej rzeczywistej można zdefiniować naturalną „miarę Lebesgue’a” na okręgu jednostkowym {\displaystyle \operatorname {S} ^{1}} (rozważanym tutaj jako podzbiór płaszczyzny zespolonej). Niech {\displaystyle \ell } oznacza zawężenie miary Lebesgue’a do przedziału {\displaystyle [0,2\pi ],} zaś {\displaystyle f\colon [0,2\pi )\to \operatorname {S} ^{1}} będzie bijekcją naturalną określoną wzorem {\displaystyle f(t)=e^{it}.} Wspomniana naturalna „miara Lebesgue’a” na {\displaystyle \operatorname {S} ^{1}} jest wtedy miarą obrazową {\displaystyle f_{*}(\ell ),} która może być także nazywana „miarą długości łuku” lub „miarą kątową”, ponieważ miara {\displaystyle f_{*}(\ell )} łuku jest istotnie długością łuku (lub równoważnie miarą kąta środkowego wyznaczaną przez ten łuk).
- Poprzedni przykład łatwo rozszerza się do naturalnej „miary Lebesgue’a” na {\displaystyle n}-wymiarowym torusie {\displaystyle \operatorname {T} ^{n},} przy czym jest on przypadkiem szczególnym zagadnienia z torusem, gdyż {\displaystyle \operatorname {S} ^{1}=T^{1}.} Wspomniana miara Lebesgue’a na {\displaystyle \operatorname {T} ^{n}} jest, z dokładnością do normalizacji, miarą Haara na zwartej, spójnej grupie Liego {\displaystyle \operatorname {T} ^{n}.}
- Miary gaussowskie na nieskończeniewymiarowych przestrzeniach liniowych określa się za pomocą miary obrazowej i standardowej miary Gaussa na prostej rzeczywistej: miarę borelowską {\displaystyle \gamma } na ośrodkowej przestrzeni Banacha nazywa się gaussowską, jeżeli miara obrazowa {\displaystyle \gamma } dowolnego niezerowego funkcjonału liniowego z ciągłej przestrzeni sprzężonej w {\displaystyle X} jest miarą Gaussa na {\displaystyle \mathbb {R} ^{n}.}
- Niech dana będzie funkcja mierzalna {\displaystyle f\colon X\to X} oraz {\displaystyle n}-krotne złożenie {\displaystyle f{:}}

{\displaystyle f^{(n)}=\underbrace {f\circ f\circ \dots \circ f} _{n{\text{ razy}}}\colon X\to X.}
Powyższe funkcje iterowane tworzą układ dynamiczny. Badanie takich układów oznacza m.in. poszukiwanie miary {\displaystyle \mu } na {\displaystyle X,} której przekształcenie {\displaystyle f} zachowuje, tzw. miary niezmienniczej, czyli takiej, dla której {\displaystyle f_{*}(\mu )=\mu .}
- Można również rozważać miary quasi-niezmiennicze dla takiego układu dynamicznego: miara {\displaystyle \mu } na {\displaystyle X} nazywa się quasi-niezmienniczą względem {\displaystyle f,} jeżeli tylko miara obrazowa {\displaystyle \mu } w {\displaystyle f} jest równoważna oryginalnej mierze {\displaystyle \mu } (nie musi być jej równa).